# Dragon Ball Z - La minaccia del demone malvagio
Dragon Ball Z - La minaccia del demone malvagio (銀河ギリギリ！！ぶっちぎりの凄い奴?, Ginga Giri-Giri!! Butchigiri no Sugoi Yatsu, lett. "La galassia è in pericolo!!! Un avversario super incredibile") è un film d'animazione del 1993 diretto da Yoshihiro Ueda.
Si tratta del nono film di Dragon Ball Z, pubblicato nel 1993 in Giappone e nel 1997 in Italia da Dynamic Italia in VHS. Nel 2002 è stato ridoppiato da Mediaset, che ne cambiò il titolo in Dragon Ball Z - La minaccia del demonio malvagio.

## Trama

Bojack, l'antagonista principale del film

Gli eventi hanno luogo dopo la morte di Son Goku, sacrificatosi per evitare che Cell distruggesse la Terra con un'esplosione; a seguito della distruzione del pianeta di Re Kaioh, il sigillo che imprigionava il malvagio Bojack e i suoi scagnozzi è però andato in frantumi. I demoni partono quindi alla volta della Terra, con l'obiettivo di conquistarla. Intanto, il miliardario Excess Money ha organizzato un torneo di arti marziali con oltre 200 combattenti per fare un regalo al figlio di 10 anni: tra i partecipanti all'evento sono presenti Yamcha, Tenshinhan, Piccolo, Son Gohan, Crilin e Trunks. I vincitori della prima fase si sfideranno in ulteriori eliminatorie, con la possibilità - per il campione - di affrontare Mr. Satan; Bojack e i suoi seguaci rientrano nella lista dei combattenti, sconfiggendo e imprigionando gli umani che avrebbero dovuto partecipare vestiti da alieni. Yamcha viene squalificato, mentre i suoi amici avanzano sino all'ultima fase del torneo: Tensinhan affronta Trunks, che per vincere è costretto a trasformarsi in Super Saiyan, mentre Piccolo si ritira durante lo scontro con Crilin poiché deluso dal livello dei contendenti. Crilin, Trunks e Gohan si misurano quindi con gli alieni, scoprendo ben presto di avere a che fare con nemici reali: anche Bojack fa la sua comparsa e, insieme ai compagni, sconfigge tutti i guerrieri (cui si è aggiunto Vegeta).
Gohan rimane quindi a combattere da solo ma, grazie all'incoraggiamento ricevuto dal padre (che osserva le scene dal pianeta di Re Kaioh), trova dentro di sé la forza per sconfiggere i demoni: Bojack viene infine annientato da una Kamehameha, riportando così la pace sulla Terra.

## Nuovi personaggi
Bojack (ボージャック?, Bōjakku)
L'antagonista principale del film. Leader dei "Soldati della galassia", gruppo composto dai suoi scagnozzi Bujin, Bido, Zangya e Gokua, Bojack era stato rinchiuso all'interno di una stella da parte dei Re Kaioh, dove era rimasto per migliaia di anni. Tuttavia, con la morte di Re Kaioh del Nord in seguito alla distruzione del suo pianeta durante il Cell Game, il legame che teneva imprigionato Bojack è andato in frantumi e il pericoloso guerriero ritorna, invadendo la Terra. Si infiltra nel torneo di arti marziali organizzato da Excess Money con l'obiettivo di uccidere tutti i combattenti della Terra e impadronirsi del pianeta, ma viene sconfitto da Son Gohan, trasformatosi in un Super Saiyan 2. Bojack, insieme a Zangya, riappare brevemente nel film Dragon Ball Z: Il diabolico guerriero degli inferi mentre invade la Terra insieme ad altre creature provenienti dal Regno degli Inferi. Inoltre è uno degli antagonisti dell'anime di Super Dragon Ball Heroes. Il personaggio è stato disegnato da Akira Toriyama ed il suo nome deriva dalla parola giapponese bōjakubujin (傍若無人?), che significa "arroganza" o "insolenza".
Gokua (ゴクア?, Gokua)
Uno dei quattro scagnozzi di Bojack. Gokua è il primo dei soldati della galassia a morire, e anche l'unico a non essere ucciso da o a causa di Gohan. Il suo aspetto è quello di un essere umano alto e dalla media muscolatura, ma dalla pelle verde acqua, dai capelli di un arancione tendente al castano e gli occhi. Combatte usando una spada. Il suo nome deriva dalla parola giapponese gokuaku (極悪?) che significa "malvagità".
Zangya (ザンギャ?, Zangya)
La più forte degli aiutanti di Bojack, nonché l'unica donna del gruppo, è un demone femmina dalla pelle bluastra e di bell'aspetto, che batte Crilin con facilità. Viene uccisa da Bojack, reso folle dal fatto che non riuscisse ad uccidere Gohan. Il suo nome deriva da zangyaku (残虐?) che significa "crudeltà".
Bido (ビドー?, Bidō)
Un antagonista che appare nel film, ed è uno dei quattro scagnozzi di Bojack. Il suo nome deriva da hidō (非道?) che significa "offensivo".
Bujin (ブージン?, Būjin)
Uno dei quattro scagnozzi di Bojack. Rispetto ai suoi compagni ha una scarsa forza combattiva, e in combattimento fa da loro supporto agli altri intrappolando i nemici con dei filamenti energetici. Viene tagliato in due da Gohan Super Saiyan 2 con un solo calcio. Il suo nome deriva da mujin (無人?) che significa "debole".
Excess Money (ギョーサン・マネー?, Gyōsan Manī)
L'uomo più ricco del mondo ed è convinto che con i soldi si possa ottenere tutto. Per questo, su richiesta del figlio (per il suo compleanno), decide di organizzare un torneo di arti marziali.

## Distribuzione

### Edizione italiana
Il primo doppiaggio italiano del film, usato per l'uscita in VHS nel 1997 e per la trasmissione TV su Rai 2 nel 2001, fu eseguito dalla Coop. Eddy Cortese di Roma e diretto da Fabrizio Mazzotta, con un cast differente da quello della serie TV. La terminologia venne mantenuta fedele alla versione italiana del manga.
Il film fu ridoppiato nel 2003 dal cast italiano di Dragon Ball Z per la trasmissione in due episodi (intitolati "Uno straordinario torneo" e "Il demone malvagio") su Italia 1 nella serie Dragon Ball: La saga. Il ridoppiaggio fu effettuato dalla Merak Film di Milano e diretto da Paolo Torrisi su dialoghi di Manuela Scaglione e Tullia Piredda in buona parte trascritti da quelli del primo doppiaggio. Tuttavia ci sono varie differenze in questo adattamento rispetto al precedente. Tra le principali: 
- la terminologia venne cambiata utilizzando quella dell'adattamento italiano della serie TV;
- alcuni dialoghi vennero modificati per mitigare insulti e termini inadatti a un pubblico infantile;
- vennero aggiunti "pensieri" di pura fantasia in scene dove i personaggi non parlano;

Il ridoppiaggio è stato poi utilizzato per le successive trasmissioni TV e per l'uscita in DVD.

### Edizioni home video
L'edizione VHS del film fu prodotta da Dynamic Italia e distribuita da Terminal Video Italia nel 1997. La VHS conteneva il film con il primo doppiaggio.
L'edizione DVD fu prodotta da Dynit, nuova incarnazione della Dynamic Italia. Il 2 settembre 2006 fu distribuita in edicola da De Agostini, mentre la distribuzione sul mercato avvenne il 6 giugno 2007 a opera della Terminal Video Italia. Mentre il master video è un semplice riversamento dalla precedente VHS, l'audio è disponibile in italiano in Dolby Digital 5.1 e in giapponese in 2.0. Poiché la versione italiana del film fu concessa da RTI, il DVD contiene esclusivamente il ridoppiaggio. Sono inclusi inoltre i sottotitoli in italiano e, come extra, landscapes e schede sui personaggi.